# Тутманов, Радис Нурисламович
Радис Нурисламович Тутманов (род. 5 августа 1953, Ишмурзино, Башкирская АССР) — солист Ансамбля народного танца им. Ф.Гаскарова. Народный артист РБ (1994).

## Биография
Тутманов Радис Нурисламович родился 5 августа 1953 года в деревне Ишмурзино Баймакского района БАССР.
В 1974 году окончил Башкирское культурно-просветительское училище в Стерлитамаке, в 1998 году — Российский университет театрального искусства (педагог Е. П. Валукин).
Место работы: c 1975 по 1995 годы работал в Ансамбле народного танца имени Ф.Гаскарова, в 1992—1993 годах преподавал хореографию в Уфимском хореографическом училище, в 1996—2000 годах — балетмейстер Башкирской филармонии, в 2002—2004 годах — педагог-балетмейстер Учалинского училища искусств и культуры.
Как хореограф, поставил в ансамбле танцы «Башҡoрт егеттәре бейеүе» («Джигитовка»), «Русский танец» и др.
Гастролировал по СССР и в около 20 странах мира.

## Танцы
«Бөркөткә һунар уйыны» («Игра-охота на беркута»), «Бүләк» («Подарок»), «Гульназира», «Дуҫлыҡ» («Дружба»), «Еҙ үксә» («Медный каблук»), «Тимербайҙың улдары» («Сыновья Тимербая»), «Өс туған» («Три брата») и др.

## Награды и звания
- Заслуженный артист Башкирской АССР (1988).
- Народный артист Башкортостана (1994).
- Почётная грамота Министерства культуры РБ (2013).